# Juan José Tramutola

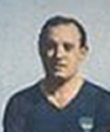
J. J. Tramutola

Juan José Tramutola (* 21. Oktober 1902 in La Plata; † 30. November 1968 in Buenos Aires) war ein argentinischer Fußballtrainer.
Tramutola war Professor für Leibeserziehung. 1929 wurde er dem argentinischen Nationaltrainer Francisco Olazar zur Seite gestellt um gemeinsam mit ihm die Trainerverantwortung während der in Buenos Aires ausgetragenen Campeonato Sudamericano desselben Jahres auszuüben. Tramutolas offizieller Titel war dabei Technischer Direktor.
Argentinien besiegte bei diesem Turnier Uruguay, dem man im Jahr zuvor noch im Wiederholungsspiel des Finales der Olympischen Spiele 1928 in Amsterdam mit 1:2 unterlegen war, diesmal mit 2:0. Argentinien gewann somit ohne Punktverlust zum vierten Mal diesen Wettbewerb. Stars der argentinischen Mannschaft waren dabei unter anderem Carlos Peucelle, Manuel Ferreira und Fernando Paternóster.

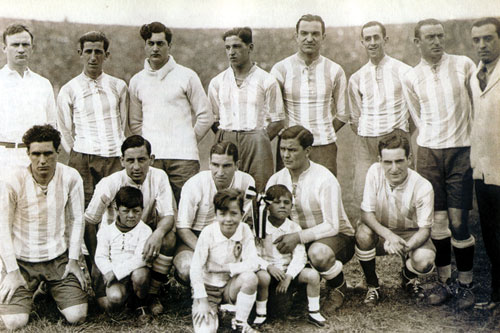
Argentinien Sieger der Campeonato Sudamericano 1929 Hinten: Francisco Olazar, Juan Evaristo, Angel Bossio, Oscar Tarrio, Adolfo Zumelzu, Fernando Paternoster und Rodolfo Orlandini, J. J. Tramutola. Vorne: Carlos Peucelle, Antonio Rivarola, Manuel Ferreira, Manuel Seoane und Mario Evaristo.

Nach diesem Erfolg blieb das Duo auch bei der ersten Fußball-Weltmeisterschaft, die 1930 in der uruguayischen Hauptstadt Montevideo stattfand, im Amt. Argentinien stürmte mit vier Siegen in das Finale und erzielte dabei 16 Tore. Im Endspiel verlor Argentinien nach einer 2:1-Führung zur Halbzeit vor 80.000 Zusehern im Estadio Centenario mit 2:4 gegen den Gastgeber, konnte aber die Ehre für sich beanspruchen, die treffsicherste Mannschaft des Turniers gewesen zu sein. Star Argentiniens war diesmal Guillermo Stábile, der mit seinen acht Toren erster Torschützenkönig der Weltmeisterschaftsgeschichte wurde. Juan José Tramutola trug sich dabei auch persönlich mit einem Rekord ein: mit 27 Jahren und 267 Tagen ist er bislang der jüngste Trainer einer bei einer WM teilnehmenden Mannschaft. Das Trainergespann wurde nach der Weltmeisterschaft abgelöst.
Es ist anzumerken, dass die Funktion des Trainers der argentinischen Nationalmannschaft noch keine herausragende Bedeutung hatte. Die Mannschaften wurden primär von der Verbandsführung und Führungsspielern ausgewählt und aufgestellt.
Juan José Tramutola trainierte darüber hinaus von Januar bis Juli 1938 die Boca Juniors und führte die Mannschaft zum fünften Platz in der Primera División. 1948 trainierte er den seinerzeitigen Zweitligisten Ferro Carril Oeste.